# تلامنزو (كماسة)
تلامنزو هي إحدى مشيخات المملكة المغربية، تتبع جغرافيا لإقليم شيشاوة وإداريًا لكماسة. يقدر عدد سكانها بـ 4085 نسمة حسب الإحصاء الرسمي للسكان والسكنى لسنة 2004.